# Distributeur de livres
Pour les articles homonymes, voir Distributeur.
Un distributeur de livres est une structure visant à distribuer les livres des maisons d'édition.
Le distributeur assume les tâches logistiques liées à la circulation physique du livre (stockage, transport) et à la gestion des flux financiers qui en sont la contrepartie : traitement des commandes et des retours, facturation et recouvrement.
Les activités commerciales et marketing (présentations des nouveautés, prises des commandes) sont assurées par le diffuseur et ses équipes de représentants.
La diffusion et la distribution coexistent parfois au sein d'une même structure.